# Digitális televíziós átállás
A digitális televíziós átállás (a köznyelvben és a médiában gyakran csak digitális átállás) az a nemzetközi technológiai és piaci folyamat, amely során egyrészt a televíziógyártók, másrészt a tartalom- és műsorszolgáltatók (filmstúdiók, tévéállomások, adásszolgáltatók stb.), harmadrészt a tévénéző lakosság átáll a digitális televíziózás használatára. Ez általában a hagyományos, analóg szolgáltatások megszűnését jelenti, de vannak olyan országok, ahol a tévéállomások egy kis része, vagy a tévészolgáltatások egyes típusai, mint pl. a kábeltelevízió, elérhetőek maradnak analóg rendszerben is (pl. Hollandiában). Tehát a digitálisra való átállás nem feltétlenül jelenti az analóg technika teljes mellőzését.
Az átállás Európában és Észak-Amerikában már előrehaladott állapotban van, ugyanakkor vannak olyan országok, ahol még el sem kezdődött, vagy egyáltalán nincs is tervbe véve. Magyarország esetében az átállás csak az úgynevezett földfelszíni műsorszórást érinti kötelező jelleggel, ez a gyakorlatban azt jelenti, hogy az átállás lezajlása, 2013. október 31. után tető- és szobaantennával, valamint úgynevezett dekóder (vagy más néven set-top-box) nélküli hagyományos tévékészülékekkel nem lehet semmilyen adást sem fogni. Ez a változás azonban semmilyen módon sem befolyásolja azokat, akik kábeltelevíziós, műholdas vagy IPTV-adást néznek.

## Háttér

### Az analóg és a digitális fogalma
Az analóg kifejezés ebben az esetben – nagyon leegyszerűsítve – azt jelenti, hogy a tévéadótoronytól (például Pécs, Budapest, Széchenyi-hegy) érkező rádióhullámokban a hullám nagysága és az így kapott jel nagysága egymással arányos. A rádiójelben levő hullámzás egymás után tartalmazza a tévé képpontjainak fényességét és színét, és mondhatjuk úgy, hogy analóg jelátviteli technika esetén kis hullám sötét pontot jelez, nagy hullám világos pontot. Az árnyalatok a hullám nagyságával közvetíthetők.
A digitális kifejezés azt jelenti, hogy a rádióadásban kétféle, egymástól élesen elkülönülő nagyságú hullám érkezik, és ezért ha a hullámokat valami kicsit zavarja, akkor is megkülönböztethető marad a két lehetséges jelállapot. Ezeket megfeleltethetjük a számítógépekben használt 0 és 1 bit jeleinek, és ezekkel a bitekkel lehet a tévéadás jeleit kódolva továbbítani.

### Az átállás lényege
Meg kell különböztetnünk azokat a – jobbára régebbi – televíziókészülékeket, melyek csak az analóg televíziós jeleket tudják értelmezni (vagy nem az adott országban alkalmazott digitális szabványra vannak felkészítve), és azokat, amelyek megfelelő beépített dekóderrel rendelkeznek. Utóbbiak esetében nincs szükség külön eszközre a digitális adás vételéhez, megfelelő antenna és továbbító eszközök – vezeték, csatlakozók – birtokában önmagukban is alkalmasak digitális adások vételére. (Azonban előfordulhat, hogy korszerűbb antennára és továbbító eszközökre van szükség a hibamentes digitális vételhez. Továbbá, kódolt adások megtekintéséhez CA-modullal (ld. később) is rendelkeznie kell a televíziónak.)
A korábban szokásos tévékészülékekben azonban olyan vevőberendezés van, amely csak az analóg technikával sugárzott adást tudja fogni. Az ilyen készülékek esetében a digitális adás vételéhez az antenna és a tévé közé be kell iktatni egy átalakító eszközt, ezt hívják angol szóval set-top-boxnak, dekódernek, beltéri egységnek. Az antennát erre az eszközre kell csatlakoztatni, és egy innen induló másik kábel vezet a tévébe. Az antenna az átállás után már a digitális technikával sugárzott műsort veszi, a kábel azt bevezeti a dekóderbe, az pedig átalakítja a régi, megszokott analóg technikájú jelekké. A tévékészülék így ugyanolyan jeleket kap, mint régen, csak nem közvetlenül az antennától, hanem a dekóder készüléktől, és a különbség így nem is látható. Ezzel a módszerrel minden olyan tévé, amely eddig használható volt, továbbra is használható marad. Az átalakítót szaküzletben kell megvásárolni, a digitalisatallas.hu honlapon lehet előtte az ártámogatásról és a tennivalókról tájékozódni.
A technika majdnem ugyanaz, mint ami a műholdas tévék vételekor történik, csak ott az antennába, és onnan a beltéri egységbe (az átalakítóba) a jel nem egy földi adóállomástól indul, hanem egy műholdtól, a világűrből. A tévékészülék számára nincs különbség.
Ha valaki kábeltévét néz, és a lakásba vezető antennakábelt közvetlenül a tévékészülékbe dugja, analóg technikájú jelekkel kapja a műsort. A különbség annyi, hogy a kábelen nem a tetőantennától, hanem a kábelszolgáltatótól érkeznek a jelek. Mivel az átállás csakis a földi („földfelszíni”) tévéadótornyoktól az antennákhoz sugárzott rádiójelek természetében jelent eltérést, a kábeltévékben nem változik semmi, a szolgáltató ezután is a szokott módon továbbítja a műsort.
Aki pedig eddig is egy távirányítóval kezelt set-top-box egységgel nézte a kábeltévét, az eddig is digitális technikát használt, a kábelszolgáltatótól a jel itt ugyanis digitalizálva érkezik, amely egyszerre tartalmazhatja a tévéműsort és az internetről kapott jeleket is.

### Csatlakoztatás

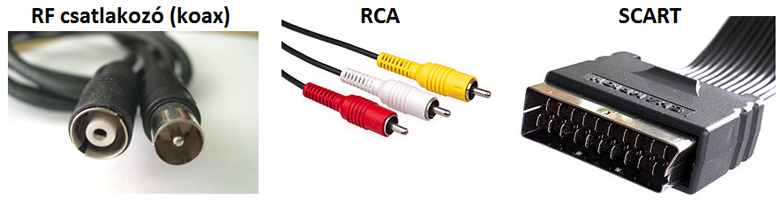
A három legjellegzetesebb tévécsatlakozó-típus

A set-top-box egységbe az antennától érkező kábelt kell bedugni. Erre a képen látható 1. típusú, koaxiális csatlakozóval van lehetőségünk, ez a ma általánosan használt antennakábel-típus. A nagyon régi tévéknél használatban volt villásdugó csatlakozójú szalagkábel-antennákat („csirkebél”) a gyenge jelminőség miatt már nem lehet – nem is érdemes – használni.
A set-top-boxból valószínűleg a képen látható típusok valamelyikével egyező kábelt kell a tévébe vezetni. A koaxiális kábel a tévé antennabemenetére dugható, és a tévén be kell hangolni azt a csatornát, ahol a set-top-box az átalakított jelet adja, úgy mintha egy közönséges tévéműsort vennénk az antennánkkal.
A másik két csatlakozófajta az olcsó kisebb tévéknél és a régi készülékeknél hiányozhat, DVD-lejátszóból, videómagnóból, digitális kábeltévé vagy műholdvevő set-top-boxaiból szokás ezen a típuson csatlakozni, és a tévé külön erre tartalmaz egy vagy több speciális programhelyet, AV, Ext, Aux vagy hasonló néven. Ha a tévén ilyen bemenetek nincsenek, akkor a set-top-box kiválasztásakor feltétlenül olyan típust kell keresni, amelyen koaxiális (RF) kimenet is van. Szükség esetén vásárolni is lehet RF/AV átalakító eszközt.

### Az analóg és a digitális rendszerek rövid összehasonlítása
- Minőség: A digitális rendszerek természetüknél fogva jobb kép- és hangminőséget biztosítanak, mint az analóg rendszerek. A kép felbontása sokkal nagyobb, így több részlet látható, élesebben. A hang szintén jobb minőségű.
  - Itt meg kell jegyezni, hogy a digitális technika csak lehetőséget ad a minőségibb műsorszórásra, de a műsor minősége függ – többek közt – az adást szolgáltató tévécsatornától és a sugárzott műsortól is. (Például egy régi film digitális rendszerben sugározva is rossz minőségű marad.)
- Szolgáltatások: Az analóg rendszerek egyetlen pluszszolgáltatása az egyébként digitális technikára épülő teletext-rendszer, másik nevén a képújság, amit a meglévő analóg technikai határok közé szorítva, azt az analóg jelbe ágyazva alakítottak ki. (Ahogy magát a színes adás lehetőségét is az eredetileg fekete-fehér, analóg NTSC-rendszer esetén.) A teletext használatával egy kezdetleges műsor-feliratozási rendszer is elérhető, ha az adott tévécsatorna küld ilyen információt a teletext valamelyik oldalán. Egy ettől független jelenség, hogy a műsor „erőltetett” felirattal megy le, ami azt jelenti, hogy a feliratot nem lehet eltüntetni a képernyőről, mert közvetlenül a képfolyamba van keverve. A digitális rendszerek biztosítanak ilyen és ehhez hasonló szolgáltatásokat, mint például az úgynevezett elektronikus műsorfüzet, az EPG, ami a teletexthez hasonlóan tartalmazhatja a tévécsatornák műsorait akár napokra előre is, illetve az interaktív feliratozás. Ez azt jelenti, hogy a felirat ki- és bekapcsolható, sőt elvileg a nyelve is választható, mivel nem a képfolyamhoz van keverve, hanem attól függetlenül veszi a televízió/dekóder. Egyébként önmagában a régi teletext rendszer is tovább működtethető a digitális adás részeként (pl. a DVB-VBI és DVB-TXT szabványoknak köszönhetően), vagy használható az adott digitális műsorszórási szabvány saját, modern, teletextszerű rendszere is.
  - A digitális rendszerek további előnye, hogy – tévécsatornától és műsortól függően – lehetőség nyílik választani különböző nyelvű hangsávok között, ami legtöbbször azt jelenti, hogy lehet választani a műsorok szinkronizált és eredeti változata közt. Mivel a digitálisan sugárzott adás tartalmazhat még sok egyéb kiegészítő információt is, lehetővé válnak olyan kényelmi és felügyeleti szolgáltatások, mint például műsorok automatikus, pontos felvétele, visszatekerése, vagy csatornák automatikus beprogramozása és levédése szülői jelszóval. Több adásszolgáltató pedig rádióállomások adásait is elérhetővé teszi a digitális televíziós csomagja részeként, ami által jó minőségben hallgathatunk rádiót a tévén.
- Hozzáférhetőség:
  - Földfelszíni műsorszórás esetén (ez jelenti a tető- és szobaantennás tévézést) a digitális vételhez alapvetően két dolog szükséges, az egyik egy megfelelő antenna, a másik pedig egy olyan modern televízió, ami képes digitális jeleket fogadni, vagy ennek hiányában egy úgynevezett set-top box (ejtsd „szettop boksz”) vagy konverter, ami a digitális jelet a hagyományos televízió által fogadható analóg jellé alakítja.
    - Az analóg tévézéshez használt tetőantennák nagy valószínűséggel ugyanúgy használhatóak digitális vételhez is, ha azok úgynevezett széles sávú antennák (ilyenek az ún. lepke típusú vagy az ún. logper típusú antennák). Az úgynevezett keskenysávú antennák (ilyenek az ún. Yagi típusú antennák) esetén nagyobb az esélye, hogy alkalmatlanok a digitális vételre, ez esetben le kell őket cserélni széles sávúra.
    - A szobaantennák leginkább abban az esetben alkalmasak a digitális vételre, ha az adóállomás a közelben van. Mindenfajta alkalmas antennára igaz egyébként, hogy úgynevezett antenna-erősítővel javítható a vételi, és így az adásminőség is.

  - Kábeltelevíziós műsorszórás esetén általában a szolgáltató biztosítja a szükséges set-top boxot, ha hagyományos tévékészülékünk van. (Ha a kábeltelevíziós hálózaton keresztül telefonálunk vagy érjük el az Internetet is, akkor az ún. kábelmodemet is a szolgáltató biztosítja, ez más feladatot végez, és a set-top box/tévé tunerje előtt van a láncolatban.)
  - Műholdas műsorszórás esetén általában a szolgáltató biztosítja a szükséges set-top boxot, ha hagyományos tévékészülékünk van. (A meglévő parabola-antennák állapotuktól függően alkalmasak lehetnek a digitális vételre.)

## Alapvető fogalmak az átállással kapcsolatban
A digitális televíziózás és az átállás lényegének megértéséhez szükséges néhány alapvető fogalom tisztázása. Az alábbiakban következnek az átálláshoz kapcsolódó fogalmak rövid, közérthető magyarázatai. Az egérmutatót a kérdőjelek fölé húzva láthatóak a külföldi kifejezések és rövidítések fordításai.

### Jelek, szabványok

Az analóg műsorszórási rendszerek elterjedtsége a világon

- Jel: Különböző értékeket jelző állapotok sorozata (például az elektromos feszültség változása egy kábelben).
  - Analóg: Jelek esetén azt jelzi, hogy a jel lehetséges állapotai egy összefüggő skálán változhatnak, nagyon nagy vagy nagyon kicsi léptékkel is. Analóg jelek például a valóságban előforduló hangok vagy színek, mert például az ugatásnak gyakorlatilag végtelen sok változata, a pirosnak gyakorlatilag végtelen sok árnyalata létezhet.
    - PAL (?): Az analóg televíziós rendszerek egy főképp Európában (így többek közt Magyarországon), Ausztráliában, valamint Ázsia és Afrika nagy részén meghonosodott családja.
    - NTSC (?): Az analóg televíziós rendszerek egy főképp Amerikában, Japánban és Dél-Koreában meghonosodott családja.
    - SECAM (?): Az analóg televíziós rendszerek egy főképp Franciaországban és Oroszországban meghonosodott családja.

  - Digitális: Jelek esetén azt jelzi, hogy a jel lehetséges állapotai egy megadott skála fokozatai közt változhatnak, ahol a változás nem lehet kisebb egy adott léptéknél. Digitális jel például számok sorozata (csak egész számok vannak a skálán), vagy egy folyó vízállása (csak egész centiméterek vannak a skálán). Ilyen jelek alkotják a modern számítástechnika és hírközlés alapjait.
    - DTV (?): A digitális televíziózás technikájának egészére vonatkozó kifejezés.
      - DVB (?): A digitális televíziós rendszerek egy főképp Európában (így többek közt Magyarországon), Ausztráliában, Afrikában és Oroszországban meghonosodott családja.
      - ATSC (?): A digitális televíziós rendszerek egy főképp Észak-Amerikában és Dél-Koreában meghonosodott családja.
      - ISDB (?): A digitális televíziós rendszerek egy főképp Japánban és Dél-Amerikában meghonosodott családja.
- Zaj: Minden olyan hatás, ami zavaróan hat az információt tartalmazó jelre, vagy csökkenti az információ küldésének hatékonyságát. (Például a rádióhullámok hatással lehetnek egymásra, ami analóg jelnél szellemképesedést, digitális jelnél blokkosodást okoz.)
- Digitális (televíziós) átállás: Az a részben önkéntes, részben kötelező jellegű folyamat, ami során az egyes országok széles körben elkezdik alkalmazni a digitális televíziós technológiát.

### Műsorszórási módok, antennák

A digitális földfelszíni műsorszórási rendszerek elterjedtsége a világon

- Földfelszíni műsorszórás / földi sugárzás: A televíziós (és rádiós) műsorszórásnak az a fajtája, ahol a Föld felszínén felállított adótornyokról sugározzák a jeleket, amik a talaj közelében haladva, felhőkről visszaverődve eljutnak a vevőkészülék antennájáig. Televíziók esetében ez a tető- vagy szobaantenna valamilyen típusa.
  - Tetőantenna: A földfelszíni adás vételére szolgáló antenna, ami általában a házak tetején, esetleg házfalon, a balkonon, esetleg a padláson van elhelyezve. Lehet úgynevezett széles sávú vagy keskenysávú, az utóbbiak kevésbé alkalmasak a digitális vételre.
  - Szobaantenna: A földfelszíni adás vételére szolgáló antenna, ami általában a televíziók tetején van elhelyezve. A digitális vételre méreténél és helyzeténél fogva leginkább akkor alkalmas, ha a digitális jelet sugárzó adótorony a közelben van. Például Pécsett, ahol a városnak van saját adótornya.
  - DVB-T (?): A DVB szabványcsalád digitális földfelszíni műsorszórást lehetővé tévő tagja. Magyarországon ez a szabvány került kötelezően bevezetésre a földfelszíni műsorszórás esetében. A szabványt támogató eszközökön a támogatást DVB-T logóval külön is jelzik. Az Antenna Hungária MinDig TV szolgáltatása ebben a rendszerben üzemel.
    - DVB-T2 (?): A DVB-T szabvány fejlettebb változata, Magyarországon 2020-ban történt az átállás; a MindigTV alap csatornák továbbra is DVB-T-ben kerülnek sugárzásra. (https://mindigtv.hu/atallas/)
- Kábeltelevízió: A televíziós (és rádiós) műsorszórásnak az a fajtája, ahol a jel valamilyen kábel segítségével jut el a vevőkészülékhez (általában úgynevezett koaxiális, esetleg optikai kábellel). A jel gyakran csak a kábeltelevíziós szolgáltató úgynevezett fejállomásától érkezik kábelen keresztül, a fejállomás ugyanis a sugárzott tévéadások nagy részét műholdas kapcsolat által szerzi be. Ilyen szempontból tehát a kábeltelevízió részben műholdas televízió is, bár ez a néző számára rejtve marad.
  - DVB-C (?): A DVB szabványcsalád digitális kábeltelevíziós műsorszórást lehetővé tévő tagja. Magyarországon ez a szabvány került bevezetésre a kábeltelevíziós műsorszórás esetében.
    - DVB-C2 (?): A DVB-C szabvány fejlettebb változata, Magyarországon egyelőre nem tervezik a bevezetését.

  - IPTV (?): Olyan kábeltelevíziós szolgáltatás, ami az Internet által használt technológiát, az úgynevezett Internet-protokollt használja műsorszóráshoz és interaktív szolgáltatásokhoz. Gyakorlatilag a digitális televíziós technológiák közé sorolható.
- Műholdas televízió: A televíziós (és rádiós) műsorszórásnak az a fajtája, ahol a Föld körül keringő műholdakról sugározzák a jeleket, amik a felszín felé haladva eljutnak a vevőkészülék antennájáig. A használt antennatípus neve parabola-antenna.
  - Parabola-antenna: A műholdas adás vételére szolgáló antenna, ami általában a házak tetején, esetleg házfalon vagy balkonon van elhelyezve. Állapotától függően alkalmas lehet a digitális vételre.
  - DVB-S (?): A DVB szabványcsalád digitális műholdas műsorszórást lehetővé tévő tagja. Magyarországon ez a szabvány került bevezetésre a műholdas műsorszórás esetében.
    - DVB-S2 (?): A DVB-S szabvány fejlettebb változata, Magyarországon egyelőre nem tervezik a bevezetését.

### Digitális technika, képminőség, tömörítés
- Felbontás: A digitális elven tárolt képek és videók táblázatszerűen összeálló úgynevezett pixelekből vagy képpontokból állnak. Minél több pixel alkotja a képet, annál inkább részletes. A felbontás adja meg, hogy hány pixelből áll a kép vízszintesen és függőlegesen, például az 1280×720 felbontás azt jelenti, hogy a kép vízszintesen 1280, függőlegesen 720 pixelből áll össze. Videók esetében sokszor csak a függőleges felbontási értékre (pl. 720p) hivatkoznak, mert a képarány (azaz a vízszintes és a függőleges felbontás aránya) különböző lehet a használt kamerarendszerek és szabványok miatt, de így legalább általánosságban jelezhető az adott videó minősége.
  - HD / High Definition (?): Általánosságban a jó minőségű képek és videók jelzésére használt kifejezés, filmekkel és televíziózással kapcsolatban a legalább 720 pixel függőleges felbontású videókat jelöli.
    - HDTV (?): A magas részletességű (tehát jó minőségű) adást lehetővé tévő (nem feltétlenül digitális) televíziós szabványokra és a HD tartalmakra vonatkozó kifejezés. Háromféle videó számít hivatalosan is HDTV-tartalomnak: a 720p-, az 1080i-, és az 1080p-videók.

  - (HD) 720p (?): Bármilyen, 1280×720 pixel felbontású, sorfolytonos, avagy progresszív videó. A sorfolytonos azt jelenti, hogy a videó képkockáit alkotó pixelsorok egymás után, sorban kerülnek megjelenítésre a kijelzőn. (Ez a digitális kijelzők alapértelmezett működési módja.) Használatos még annak a jelzésére is, hogy egy adott készülék támogatja az ilyen videókat.
  - (HD) 1080i (?): Bármilyen, 1920×1080 pixel felbontású, váltottsoros videó. A váltottsoros azt jelenti, hogy a videó képkockáit alkotó páros és páratlan pixelsorok egymást váltva és kiegészítve jelennek meg. (Tulajdonképpen egy teljes, váltottsoros képkockát nem rögzítenek páros és páratlan sorok is, csak vagy páros, vagy páratlan sorok. A teljes képkockához szükséges információt mindig az előző képkocka soraiból veszi a kijelző. Ez a működési mód az analóg videotechnikából maradt meg, és egyre inkább csökken a használata, főleg hogy a digitális eszközök csak trükkök révén tudják megjeleníteni.) Használatos még annak a jelzésére is, hogy egy adott készülék támogatja az ilyen videókat.
  - (HD) 1080p (?): Bármilyen, 1920×1080 pixel felbontású, sorfolytonos, avagy progresszív videó. A sorfolytonos azt jelenti, hogy a videó képkockáit alkotó pixelsorok egymás után, sorban kerülnek megjelenítésre a kijelzőn. (Ez a digitális kijelzők alapértelmezett működési módja.) Használatos még annak a jelzésére is, hogy egy adott készülék támogatja az ilyen videókat.
    - Full HD (?): Egy kereskedelemben gyakran használt kifejezés a HD tartalmakat teljesen, azaz 1080p-ig támogató készülékekre. Nem jelenti azt, hogy az adott készülék támogatná bármelyik digitális televíziós szabványt (pl. DVB-T), tehát önmagában ez a jelzés még nem garantálja, hogy a készülék alkalmas digitális tévéadások vételére is.

  - HD-ready (?): 720p- és 1080i-videókat megjeleníteni/kezelni tudó készülékek jelzésére használt kifejezés. Nem jelenti azt, hogy az adott készülék támogatná bármelyik digitális televíziós szabványt (pl. DVB-T), tehát önmagában ez a jelzés még nem garantálja, hogy a készülék alkalmas digitális tévéadások vételére is.
    - HD-ready 1080p (?): 720p-, 1080i- és 1080p-videókat megjeleníteni/kezelni tudó készülékek jelzésére használt kifejezés. Nem jelenti azt, hogy az adott készülék támogatná bármelyik digitális televíziós szabványt (pl. DVB-T), tehát önmagában ez a jelzés még nem garantálja, hogy a készülék alkalmas digitális tévéadások vételére is.
- Tömörítés / kódolás: A digitális tartalmakat (pl. kép, hang, videó) gyakran különféle matematikai módszerekkel tömörítik, hogy egyszerűbb és olcsóbb legyen őket tárolni, feldolgozni, közvetíteni és megjeleníteni. Ezen tömörítő folyamatokat nevezik tömörítésnek vagy más néven kódolásnak. (Ami nem keverendő össze az előfizetéses tévécsatornák titkosításával, amire szintén szokás kódolásként hivatkozni.)
  - MPEG-2 (?): Egy nemzetközi, többek közt videó- és hangtömörítéssel foglalkozó szabványcsalád. Erre épül például a DVD-k technológiája és a fő DVB szabványok első változata.
  - MPEG-4 (?): Egy nemzetközi, többek közt videó- és hangtömörítéssel foglalkozó szabványcsalád. Erre épül például a Blu-ray-lemezek, és a YouTube technológiája, valamint a fő DVB szabványok második változata.
    - H.264 / AVC (?): Az MPEG-4 szabványcsalád videótömörítő szabványa.
- Tuner: Maga a hangolóegység, ami az adást veszi egy adott szabvány szerint. Digitális tuner van a modern televíziókban és a digitális adás jelét analóg jelre alakító úgynevezett set-top boxokban is.
- Konvertálás: Általánosságban valamilyen formátum másik formátumra alakítását jelenti, a digitális televíziózás esetén ez a digitális adás jelének analóg jellé alakítása. Ezt az átalakítást az úgynevezett set-top box (más néven konverter) végzi el, ha a tévékészülék úgynevezett tunerje nem képes digitális jeleket fogadni.
  - Set-top box (STB) / vevőegység / beltéri egység / konverter (?): Többféle feladatot ellátó eszköz, elsődleges feladata, hogy a digitális adás jelét analógra alakítsa (konvertálja), ezáltal hagyományos tévék által is fogadhatóvá tegye. Másodlagos feladata még az előfizetéses csatornák dekódolása, ha jelen van benne az úgynevezett CA-modul.
  - Kódolt adás: Olyan tévéadás, amit a szolgáltató titkosított (kódolt) formában sugároz, hogy az csak előfizetéssel, vagy nagyobb előfizetési csomaggal legyen elérhető.
    - Előfizetés: A szolgáltatóval kötött szerződés, ami lehetővé teszi a kódolt adások vételét, egy úgynevezett CA-modul biztosításával.
    - Dekóder: Kódolt adások vételével kapcsolatban a set-top boxot jelenti.
    - CA-modul / CA-kártya / CAM (?): Az a kártya alakú eszköz, amit a dekóderbe illesztve elérhetővé válnak a kódolt tévéadások.
- 3D: Háromdimenzionális, azaz térbeli dolgok jelzője, elsősorban a számítástechnika és a szórakoztatóipar területén.
  - 3D TV: Olyan tévékészülék, ami alkalmas térhatású videót tartalmazó adás fogadására és megjelenítésére.

### Cégek, szervezetek, szolgáltatások
- Antenna Hungária (AH): Többek közt földfelszíni műsorszórást végző cég, a MinDig TV szolgáltatás üzemeltetője.
  - MinDig TV: Az Antenna Hungária analóg földfelszíni műsorszórást leváltó országos, ingyenes szolgáltatása.
    - MinDig TV Extra: A MinDig TV több csatornát biztosító, előfizetéses szolgáltatása.
- Nemzeti Média- és Hírközlési Hatóság (NMHH): A digitális átállást felügyelő és segítő kormányhivatal.

## Az átállás okai
A hagyományos televíziózás digitális technikára váltását nem írja elő kötelező jelleggel egyetlen nemzetközi szervezet sem, ugyanakkor ajánlásokat és irányelveket fogalmazhatnak és fogalmaztak meg ezzel kapcsolatban. Ilyen irányelv található például az Európai Unió 2009/848/EK direktívájában is, ami a 2012. január 1-jei dátumot tűzte ki az átállás befejezésére. (Amint kiderült, ez túl korai dátum volt.) Az egyes országok azonban dönthetnek úgy, hogy törvénybe iktatják az átállást, ezáltal gyakorlatilag kötelezővé téve azt saját maguk, illetve a területükön működő szolgáltatók számára.
Az átállás legfőbb oka az adás minőségének javítása, valamint a szolgáltatások bővítése, amire a modernebb technika lehetőséget ad. Az új szolgáltatások (pl. HDTV – jobb kép- és hangminőség, 3D TV – térhatású kép, választható nyelvű hang és feliratozás) egyrészt kedveznek a nézőknek, másrészt piacot teremtenek a tartalomgyártó, szórakoztatóipari cégeknek. További előnye az átállásnak, hogy használt műsorszóró frekvenciatartományok szabadulnak fel, amelyek ezután használhatóak lesznek más célra, pl. Wi-Fi és egyéb vezeték nélküli hálózatok kialakítására vagy fejlesztésére, illetve amatőr rádiós célokra.

## Az átállás helyzete

### Magyarországon

#### Kísérleti fázis
Magyarországon a digitális földfelszíni műsorszórás tesztelése 1999-ben kezdődött el, 2001-ben pedig elindult Budapesten és a Kabhegyi vételkörzetben a közszolgálati csatornák kisteljesítményű kísérleti sugárzása, amit 2004-ben már a nagyteljesítményű tesztüzem váltott fel.

#### MinDig TV (Antenna Hungária)
Miután megszületett a műsorterjesztés és a digitális átállás szabályait lefektető 2007. évi LXXIV. törvény, az állam által 2008-ban kiírt, digitális földfelszíni televíziós és rádiós hálózat üzemeltetéséről szóló pályázatot az Antenna Hungária nyerte meg, és még abban az évben megkezdték MinDig TV márkanevű digitális televíziós szolgáltatásuk kiépítését. 2010-ben indították el a MinDig TV Extra szolgáltatást, ami a már meglévő rendszeren belül biztosít előfizetéses (havidíjas) csatornákat. A havidíjas csatornákkal együtt a MinDig TV összesen 31 tévécsatorna vételét teszi lehetővé.

### Az átállást segítő kampányok

#### Az NMHH „Digitális Átállás” kampánya
A Nemzeti Média- és Hírközlési Hatóság (NMHH), mint az átállást felügyelő állami szervezet, „Digitális Átállás” néven segítőkampányba kezdett, aminek része, hogy az anyagilag rászoruló személyek igényelhetnek ingyenes set-top boxot (ahogy az NMHH kampányanyagai néha nevezik, beltéri vagy vevőegységet) és antennát, ezeket pedig az NMHH szakemberei ingyenesen kiszállítják, felszerelik és beüzemelik.
A kampány része továbbá az a monitoring eljárás is, aminek keretében ellenőrzik, hogy a beüzemelt set-top boxok és antennák megfelelően üzemelnek-e, és hogy mindenhol az előírt határokon belül van-e a vételi minőség.

#### A MinDig TV (Antenna Hungária) „Kapcsoljon...” kampánya
Mint a legnagyobb, földfelszíni sugárzást végző cég, az Antenna Hungária is elkezdte MinDig TV szolgáltatásához kapcsolódó, „Kapcsoljon...” nevű reklámkampányát, aminek Rózsa György lett az arca. Rózsa népszerű televíziós műsora volt a Kapcsoltam, a kampány neve és tematikája erre utal.

### Külföldön
A már befejezett és a még csak tervezett átállások évekre bontva:
- 2006: Hollandia
- 2007: Andorra, Finnország, Svájc, Svédország
- 2009: Amerikai Egyesült Államok, Dánia, Man-sziget, Norvégia, Németország
- 2010: Belgium, Észtország, Guernsey, Horvátország, Jersey, Lettország, Luxemburg, San Marino, Spanyolország, Szlovénia
- 2011: Ausztria, Ciprus, Franciaország, Izrael, Kanada, Málta, Monaco, Törökország
- 2012: Bahrein, Csehország, Dél-Korea, Egyesült Arab Emírségek, Egyesült Királyság, Egyiptom, Gibraltár, Irak, Írország, Japán, Jemen, Jordánia, Katar, Kuvait, Libanon, Litvánia, Olaszország, Omán, Portugália, Szaúd-Arábia, Szerbia, Szíria, Szlovákia, Tajvan
- 2013: Ausztrália, Azerbajdzsán, Bulgária, Dél-afrikai Köztársaság, Izland, Kenya, Lengyelország, Macedónia, Magyarország, Mauritius, Moldova, Namíbia, Új-Zéland, Zimbabwe
- 2014: India
- 2015: Algéria, Brunei, Fülöp-szigetek, Görögország, Hongkong, India, Irán, Líbia, Malajzia, Marokkó, Mauritánia, Mexikó, Nigéria, Nyugat-Szahara, Románia, Ruanda, Tunézia, Ukrajna, Uruguay
- 2017: Chile
- 2018: Brazília, Costa Rica, Indonézia, Kína
- 2019: Argentína, Oroszország, Bolívia, El Salvador, Kolumbia
- 2020: Panama, Peru, Szingapúr, Thaiföld, Venezuela, Vietnám
- 2024: Kuba
- Átállás nincs tervben: Laosz